# Primzahlsatz
Der Primzahlsatz (englisch Prime number theorem oder PNT) ist einer der grundlegenden Lehrsätze des mathematischen Gebiets der analytischen Zahlentheorie. Er behandelt die Frage der Verteilung der Primzahlen innerhalb der reellen Zahlen und gibt auf diesem Wege Aufschluss über das asymptotische Verhalten der sogenannten Primzahlfunktion, indem er deren Zusammenhang mit der natürlichen Logarithmusfunktion darstellt. Dieser Zusammenhang wurde bereits im Jahre 1793 von Carl Friedrich Gauß und – unabhängig von Gauß – auch von Adrien-Marie Legendre im Jahre 1798 vermutet. Streng bewiesen wurde diese Vermutung indes erst im Jahre 1896, und zwar – unabhängig voneinander und nahezu zeitgleich – von Jacques Salomon Hadamard und Charles-Jean de La Vallée Poussin.

## Die Primzahlfunktion
Im Folgenden sei {\displaystyle \pi (x)} die Primzahlfunktion, die für beliebige reelle Zahlen {\displaystyle x} definiert ist als die Anzahl der Primzahlen, die nicht größer als {\displaystyle x} sind. Formal kann man schreiben:
{\displaystyle \pi (x):=\left|\{p\in \mathbb {P} \mid p\leq x\}\right|}

## Der Primzahlsatz
Der Primzahlsatz besagt:
{\displaystyle \lim _{x\to \infty }{\frac {\pi (x)}{\frac {x}{\ln(x)}}}=1}

### Andere Formulierungen
Nennt man zwei reelle Funktionen {\displaystyle f} und {\displaystyle g} asymptotisch äquivalent, wenn der Quotient {\displaystyle {\tfrac {f(x)}{g(x)}}} für {\displaystyle x\to \infty } gegen 1 konvergiert, so kann man den Primzahlsatz auch so formulieren:
Die Funktionen {\displaystyle x\mapsto \pi (x)} und {\displaystyle x\mapsto {\tfrac {x}{\ln(x)}}\,(x>0)} sind asymptotisch äquivalent.
Der Primzahlsatz ist (im Wesentlichen) damit gleichwertig, dass die komplexe Riemannsche Zetafunktion keine Nullstellen {\displaystyle s} mit {\displaystyle \operatorname {Re} (s)\geq 1} hat.
Gleichwertig mit ihm ist auch die Aussage, dass für die Tschebyscheffsche Psi-Funktion {\displaystyle \psi } die Grenzwertbeziehung
{\displaystyle \lim _{x\to \infty }\left({\tfrac {\psi (x)}{x}}\right)=1}
gilt.
Darüber hinaus ist er, wie Edmund Landau in den Jahren 1899 und 1911 – und zwar ohne Verwendung funktionentheoretischer Hilfsmittel! – zeigte, auch gleichwertig mit einer Reihenkonvergenzaussage, welche die Möbiusfunktion {\displaystyle \mu } einbezieht:
{\displaystyle \sum _{n=1}^{\infty }{\tfrac {\mu (n)}{n}}=0}
Es gibt eine Anzahl unterschiedlicher Beweise. Ein „einfacher Beweis“, der die Abschätzung der Zetafunktion im Unendlichen nach Hadamard und La Vallée Poussin vermeidet, wurde von Donald Newman gegeben. Weiter gibt es Beweise, die ohne Verwendung komplexer Funktionentheorie auskommen, sogenannte „elementare“ Beweise, die zuerst 1948/49 von Paul Erdős und Atle Selberg erbracht wurden. Ein dritter Beweisansatz innerhalb der analytischen Zahlentheorie benutzt die Taubersätze von Wiener-Ikehara, vermeidet auch die Abschätzung im Unendlichen, benutzt aber tieferliegende Ergebnisse aus der Theorie der Fourier-Transformation.

## Stärkere Formen des Primzahlsatzes

Darstellung von (rot), x/ln(x) (grün) und Li(x) (blau)

Bessere Approximationen als {\displaystyle {\tfrac {x}{\ln(x)}}} liefert der Integrallogarithmus:
{\displaystyle \mathrm {Li} (x):=\int _{2}^{x}{\frac {\mathrm {d} t}{\ln t}}}
Die Integraldarstellung für {\displaystyle \operatorname {Li} (x)} wird gewählt, weil die Stammfunktionen von {\displaystyle 1/\ln(x)} nicht elementar sind.
Der Integrallogarithmus ist asymptotisch äquivalent zu {\displaystyle x/{\ln(x)},} also auch zu {\displaystyle \pi (x).}
Man kann zeigen:
{\displaystyle \pi (x)=\mathrm {Li} (x)+O\left(x\cdot \exp(-C(\ln(x))^{3/5}(\ln \ln(x))^{-1/5})\right)}
mit einer positiven Konstanten {\displaystyle C}. Dabei ist {\displaystyle O(\cdot )} ein Landau-Symbol, d. h., es gibt eine Konstante {\displaystyle D}, sodass
{\displaystyle {\Big |}\pi (x)-\mathrm {Li} (x){\Big |}<D\cdot x\cdot \exp \left(-C(\ln(x))^{3/5}(\ln \ln(x))^{-1/5}\right)}
für alle {\displaystyle x} gilt. Die Verbesserung des Fehlerterms hängt davon ab zu zeigen, dass die Zetafunktion in immer größeren Bereichen im kritischen Streifen nullstellenfrei ist. Unter Annahme der riemannschen Vermutung (nach der alle nicht-trivialen Nullstellen auf der Geraden {\displaystyle s={\tfrac {1}{2}}} liegen), und nur unter dieser, kann man die Fehlerabschätzung zu
{\displaystyle \pi (x)=\mathrm {Li} (x)+O\left({\sqrt {x}}\cdot \ln(x)\right)}
verbessern (Helge von Koch 1901). Unter Annahme der riemannschen Vermutung (!) gab im Jahre 1976 Lowell Schoenfeld eine nicht-asymptotische Schranke:
{\displaystyle {\big |}\pi (x)-\mathrm {Li} (x){\big |}<{\frac {{\sqrt {x}}\ln x}{8\pi }}}
Zuvor schon hatten im Jahre 1962 John Barkley Rosser und Schoenfeld die für natürliche Zahlen {\displaystyle n\geq 67}  gültige Ungleichung
{\displaystyle {\frac {n}{\ln(n)-{\tfrac {1}{2}}}}<\pi (n)<{\frac {n}{\ln(n)-{\tfrac {3}{2}}}}}
geliefert, aus der sich der Primzahlsatz unmittelbar ergibt.

## Geschichte
Adrien-Marie Legendre veröffentlichte 1798 als erster in seiner Théorie des nombres (Abhandlung über Zahlentheorie) unabhängig von Gauß den vermuteten Zusammenhang zwischen Primzahlen und Logarithmen. In der zweiten Auflage dieses Werks 1808 verbesserte er die Abschätzung von {\displaystyle \pi (x)} zu ungefähr gleich
{\displaystyle {\frac {x}{\ln(x)-1{,}08366}}}
(wo dieser Wert 1,08366 verantwortlich für das Problem der Existenz der Legendre-Konstanten ist). Ein erster Schritt hin zu einem Beweis gelang Pafnuti Lwowitsch Tschebyschow, der 1851 die folgende schwächere Form des Primzahlsatzes zeigte:
{\displaystyle 0{,}92929\leq {\frac {\pi (x)}{\frac {x}{\ln(x)}}}\leq 1{,}1056}
für alle hinreichend großen {\displaystyle x}. Das heißt, dass die Anzahl der Primzahlen unter einer gegebenen Größe um nicht mehr als ungefähr 10 % nach oben oder unten von der logarithmischen Funktion {\displaystyle x/\ln(x)} abweicht.
Der englische Mathematiker James Joseph Sylvester, damals Professor an der amerikanischen Johns Hopkins University in Baltimore, verfeinerte 1892 Tschebyschows Methode und zeigte, dass für die Ungleichung bei hinreichend großem {\displaystyle x} die untere Grenze 0,95695 und die obere Grenze 1,04423 genügt, die Abweichung also maximal nur mehr ungefähr 5 % beträgt.
In seiner berühmten Arbeit Über die Anzahl der Primzahlen unter einer gegebenen Größe (1859) hat Bernhard Riemann den Zusammenhang zwischen der Verteilung der Primzahlen und den Eigenschaften der Riemannschen Zetafunktion gezeigt. Der deutsche Mathematiker Hans von Mangoldt bewies 1895 das Hauptresultat der Riemannschen Arbeit, dass der Primzahlsatz dem Satz äquivalent ist, dass die Riemannsche Zetafunktion keine Nullstellen mit Realteil 1 hat. Sowohl Hadamard als auch de la Vallée Poussin haben 1896 die Nichtexistenz solcher Nullstellen bewiesen. Ihre Beweise des Primzahlsatzes sind also nicht „elementar“, sondern verwenden funktionentheoretische Methoden und insbesondere die komplexe riemannsche Zetafunktion.
Lange Jahre galt ein elementarer Beweis des Primzahlsatzes als sehr unwahrscheinlich. Diese Auffassung wurde insbesondere von Godfrey Harold Hardy vertreten. Sie wurde indes im Jahre 1949 durch die von Atle Selberg und Paul Erdős vorgelegten Beweise widerlegt. Später wurden noch zahlreiche Varianten und Vereinfachungen dieser Beweise gefunden.

## Zahlenbeispiele
Die folgende Tabelle zeigt konkrete Werte der Primzahlfunktion im Vergleich mit den Logarithmen, Legendres Formel und dem Integrallogarithmus.
| {\displaystyle x} | {\displaystyle \pi (x)}               | {\displaystyle {\frac {\pi (x)}{x}}\approx } | {\displaystyle {\frac {x}{\ln(x)}}\approx } | {\displaystyle \pi (x)-{\frac {x}{\ln(x)}}\approx } | {\displaystyle {\frac {\pi (x)}{\frac {x}{\ln(x)}}}\approx } | {\displaystyle {\frac {x}{\ln(x)-1{,}08366}}\approx } | {\displaystyle \mathrm {li} (x):=\int _{0}^{x}{\frac {\mathrm {d} t}{\ln t}}\approx } | {\displaystyle \mathrm {li} (x)-\pi (x)\approx } |
| ----------------- | ------------------------------------- | -------------------------------------------- | ------------------------------------------- | --------------------------------------------------- | ------------------------------------------------------------ | ----------------------------------------------------- | ------------------------------------------------------------------------------------- | ------------------------------------------------ |
| 10                | 4                                     | 0,400000                                     | 4                                           | 0                                                   | 0,921034                                                     | 8                                                     | 6                                                                                     | 2                                                |
| 102               | 25                                    | 0,250000                                     | 22                                          | 3                                                   | 1,151293                                                     | 28                                                    | 30                                                                                    | 5                                                |
| 103               | 168                                   | 0,168000                                     | 145                                         | 23                                                  | 1,160503                                                     | 172                                                   | 178                                                                                   | 10                                               |
| 104               | 1.229                                 | 0,122900                                     | 1.086                                       | 143                                                 | 1,131951                                                     | 1.231                                                 | 1.246                                                                                 | 17                                               |
| 105               | 9.592                                 | 0,095920                                     | 8.686                                       | 906                                                 | 1,104320                                                     | 9.588                                                 | 9.630                                                                                 | 38                                               |
| 106               | 78.498                                | 0,078498                                     | 72.382                                      | 6.116                                               | 1,084490                                                     | 78.543                                                | 78.628                                                                                | 130                                              |
| 107               | 664.579                               | 0,066458                                     | 620.421                                     | 44.158                                              | 1,071175                                                     | 665.140                                               | 664.918                                                                               | 339                                              |
| 108               | 5.761.455                             | 0,057615                                     | 5.428.681                                   | 332.774                                             | 1,061299                                                     | 5.768.004                                             | 5.762.209                                                                             | 754                                              |
| 109               | 50.847.534                            | 0,050848                                     | 48.254.942                                  | 2.592.592                                           | 1,053727                                                     | 50.917.519                                            | 50.849.235                                                                            | 1.701                                            |
| 10                | 455.052.511                           | 0,045505                                     | 434.294.482                                 | 20.758.029                                          | 1,047797                                                     | 455.743.004                                           | 455.055.615                                                                           | 3.104                                            |
| 1011              | 4.118.054.813                         | 0,041181                                     | 3.948.131.654                               | 169.923.159                                         | 1,043039                                                     | 4.124.599.869                                         | 4.118.066.401                                                                         | 11.588                                           |
| 1012              | 37.607.912.018                        | 0,037608                                     | 36.191.206.825                              | 1.416.705.193                                       | 1,039145                                                     | 37.668.527.415                                        | 37.607.950.281                                                                        | 38.263                                           |
| 1013              | 346.065.536.839                       | 0,034607                                     | 334.072.678.387                             | 11.992.858.452                                      | 1,035899                                                     | 346.621.096.885                                       | 346.065.645.810                                                                       | 108.971                                          |
| 1014              | 3.204.941.750.802                     | 0,032049                                     | 3.102.103.442.166                           | 102.838.308.636                                     | 1,033151                                                     | 3.210.012.022.164                                     | 3.204.942.065.692                                                                     | 314.890                                          |
| 1015              | 29.844.570.422.669                    | 0,029845                                     | 28.952.965.460.217                          | 891.604.962.452                                     | 1,030795                                                     | 29.890.794.226.982                                    | 29.844.571.475.288                                                                    | 1.052.619                                        |
| 1016              | 279.238.341.033.925                   | 0,027924                                     | 271.434.051.189.532                         | 7.804.289.844.393                                   | 1,028752                                                     | 279.660.033.612.131                                   | 279.238.344.248.557                                                                   | 3.214.632                                        |
| 1017              | 2.623.557.157.654.233                 | 0,026236                                     | 2.554.673.422.960.305                       | 68.883.734.693.281                                  | 1,026964                                                     | 2.627.410.589.445.923                                 | 2.623.557.165.610.822                                                                 | 7.956.589                                        |
| 1018              | 24.739.954.287.740.860                | 0,024740                                     | 24.127.471.216.847.324                      | 612.483.070.893.536                                 | 1,025385                                                     | 24.775.244.142.175.635                                | 24.739.954.309.690.415                                                                | 21.949.555                                       |
| 1019              | 234.057.667.276.344.607               | 0,023406                                     | 228.576.043.106.974.646                     | 5.481.624.169.369.960                               | 1,023982                                                     | 234.381.646.366.460.804                               | 234.057.667.376.222.382                                                               | 99.877.775                                       |
| 1020              | 2.220.819.602.560.918.840             | 0,022208                                     | 2.171.472.409.516.259.138                   | 49.347.193.044.659.701                              | 1,022725                                                     | 2.223.801.523.570.829.204                             | 2.220.819.602.783.663.484                                                             | 222.744.644                                      |
| 1021              | 21.127.269.486.018.731.928            | 0,021127                                     | 20.680.689.614.440.563.221                  | 446.579.871.578.168.707                             | 1,021594                                                     | 21.154.786.057.670.023.133                            | 21.127.269.486.616.126.182                                                            | 597.394.254                                      |
| 1022              | 201.467.286.689.315.906.290           | 0,020147                                     | 197.406.582.683.296.285.296                 | 4.060.704.006.019.620.994                           | 1,020570                                                     | 201.721.849.105.666.574.218                           | 201.467.286.691.248.261.498                                                           | 1.932.355.208                                    |
| 1023              | 1.925.320.391.606.803.968.923         | 0,019253                                     | 1.888.236.877.840.225.337.614               | 37.083.513.766.578.631.309                          | 1,019639                                                     | 1.927.681.221.597.738.628.080                         | 1.925.320.391.614.054.155.139                                                         | 7.250.186.216                                    |
| 1024              | 18.435.599.767.349.200.867.866        | 0,018436                                     | 18.095.603.412.635.492.818.797              | 339.996.354.713.708.049.069                         | 1,018789                                                     | 18.457.546.327.619.878.007.916                        | 18.435.599.767.366.347.775.144                                                        | 17.146.907.278                                   |
| 1025              | 176.846.309.399.143.769.411.680       | 0,017685                                     | 173.717.792.761.300.731.060.452             | 3.128.516.637.843.038.351.228                       | 1,018009                                                     | 177.050.792.039.110.236.839.710                       | 176.846.309.399.198.930.392.619                                                       | 55.160.980.939                                   |
| 1026              | 1.699.246.750.872.437.141.327.603     | 0,016992                                     | 1.670.363.391.935.583.952.504.342           | 28.883.358.936.853.188.823.261                      | 1,017292                                                     | 1.701.156.120.834.278.630.173.694                     | 1.699.246.750.872.593.033.005.724                                                     | 155.891.678.121                                  |
| 1027              | 16.352.460.426.841.680.446.427.399    | 0,016352                                     | 16.084.980.811.231.549.172.264.034          | 267.479.615.610.131.274.163.365                     | 1,016629                                                     | 16.370.326.243.373.272.895.062.280                    | 16.352.460.426.842.189.113.085.405                                                    | 508.666.658.006                                  |
| 1028              | 157.589.269.275.973.410.412.739.598   | 0,015759                                     | 155.105.172.108.304.224.161.117.471         | 2.484.097.167.669.186.251.622.127                   | 1,016016                                                     | 157.756.767.911.194.258.241.759.313                   | 157.589.269.275.974.838.158.399.972                                                   | 1.427.745.660.374                                |
| 1029              | 1.520.698.109.714.272.166.094.258.063 | 0,015207                                     | 1.497.567.178.976.730.440.176.306.617       | 23.130.930.737.541.725.917.951.446                  | 1,015446                                                     | 1.522.271.416.204.882.045.821.506.579                 | 1.520.698.109.714.276.717.287.880.527                                                 | 4.551.193.622.464                                |
| OEIS              | Folge A006880 in OEIS                 |                                              | Folge A057834 in OEIS                       | Folge A057835 in OEIS                               |                                                              | Folge A058289 in OEIS                                 | Folge A057754 in OEIS                                                                 | Folge A057752 in OEIS                            |

Die Größe {\displaystyle \pi (x)/x} heißt Primzahldichte. {\displaystyle \operatorname {li} (x)=\operatorname {Li} (x)+\operatorname {li} (2)} mit {\displaystyle \operatorname {li} (2)\approx 1{,}04516.}
Vergleicht man {\displaystyle \operatorname {li} (x)} mit den Werten von {\displaystyle \pi (x)} in der Tabelle, scheint es so, als ob stets {\displaystyle \operatorname {li} (x)>\pi (x)} gelten würde. Tatsächlich wechselt die Differenz {\displaystyle \mathrm {li} (x)-\pi (x)} bei größer werdendem {\displaystyle x} das Vorzeichen unendlich oft, wie J. E. Littlewood 1914 zeigen konnte. Die gaußsche Formel unterschätzt also die Anzahl der Primzahlen in einem hinreichend großen Zahlenbereich, den Stanley Skewes 1933 mit der nach ihm benannten Skewes-Zahl nach oben abschätzen konnte. Russell Sherman Lehman stellte 1966 einen wichtigen Satz über die obere Grenze auf und konnte sie auf eine „handhabbare“ Größe von 1,165·101165 drücken. Unter Verwendung des Lehmanschen Satzes gelang es dem niederländischen Mathematiker Herman te Riele 1986 zu zeigen, dass es zwischen 6,627·10370 und 6,687·10370 mehr als 10180 aufeinanderfolgende Zahlen {\displaystyle x} gibt, für die {\displaystyle \pi (x)>\mathrm {li} (x)} gilt. Den derzeit besten untersten Wert, ebenfalls ausgehend von den Ergebnissen Lehmans, ermittelten im Jahr 2000 die beiden Mathematiker Carter Bays und Richard Hudson, die zeigten, dass ein solcher von Littlewood bewiesener Wechsel vor 1,398244·10316 auftritt. Obwohl sie nicht beweisen konnten, damit tatsächlich den ersten Vorzeichenwechsel gefunden zu haben, legen ihre Berechnungen dies nahe. Genauer vermuten sie, dass die Ungleichung {\displaystyle \pi (x)<\mathrm {li} (x)} für {\displaystyle x<1{,}398\cdot 10^{316}} immer gilt.

## Explizite Formeln zur Primzahlfunktion
Formeln für Primzahlfunktionen gibt es in zwei Arten: arithmetische Formeln und analytische Formeln. Analytische Formeln für die Primzahlenzählung waren die ersten, die verwendet wurden, um den Primzahlsatz zu beweisen. Sie stammen aus der Arbeit von Bernhard Riemann und Hans von Mangoldt und sind allgemein als explizite Formeln bekannt.
Wir haben folgenden Ausdruck für {\displaystyle \psi }:
{\displaystyle \psi _{0}(x)=x-\sum _{\rho }{\frac {x^{\rho }}{\rho }}-\ln 2\pi -{\frac {1}{2}}\ln(1-x^{-2}),}
wobei
{\displaystyle \psi _{0}(x)=\lim _{\varepsilon \rightarrow 0}{\frac {\psi (x-\varepsilon )+\psi (x+\varepsilon )}{2}}}
und {\displaystyle \psi (x)} der zweiten Tschebyschow-Funktion. Hier sind {\displaystyle \rho } die Nullstellen der Riemannschen Zetafunktion im kritischen Streifen, bei dem der Realteil von {\displaystyle \rho } zwischen 0 und 1 liegt. Die Formel gilt für Werte von {\displaystyle x} größer als 1, d. h. die Region von Interesse. Die Summe über den Wurzeln ist bedingt konvergent und sollte in der Reihenfolge zunehmender Absolutwerte des Imaginärteils genommen werden. Zu beachten ist, dass die gleiche Summe über die trivialen Wurzeln den letzten Subtrahenden in der Formel ergibt.
Ähnlich wie für {\displaystyle \psi } kann auch für die von Riemann eingeführte Primzahlen abzählende Funktion {\displaystyle \Pi (x)} eine Mittelung an den Sprungstellen {\displaystyle \Pi _{0}(x)} eingeführt werden. Für {\displaystyle \Pi _{0}(x)} haben wir die kompliziertere Formel
{\displaystyle \Pi _{0}(x)=\operatorname {li} (x)-\sum _{\rho }\operatorname {li} (x^{\rho })-\ln 2+\int _{x}^{\infty }{\frac {\mathrm {d} t}{t(t^{2}-1)\ln t}}.}
Auch hier gilt die Formel wieder für {\displaystyle x>1}, während {\displaystyle \rho } die nicht-trivialen Nullstellen der Riemannschen Zetafunktion nach ihrem Absolutwert geordnet sind, und letzteres Integral wiederum mit Minuszeichen genommen ist genau die gleiche Summe, aber über den trivialen Nullstellen. Der erste Ausdruck {\displaystyle \operatorname {li} (x)} ist die übliche logarithmische Integralfunktion; der Ausdruck {\displaystyle \operatorname {li} (x^{\rho })} im zweiten Term sollte als {\displaystyle \operatorname {Ei} (\rho \ln x)} betrachtet werden, wobei {\displaystyle \operatorname {Ei} } die analytische Fortsetzung der exponentiellen Integralfunktion von der positiven reellen Achse auf die komplexe Ebene mit entlang der negativen reellen Achse aufgeschnittenem Ast ist.
Somit ergibt sich, wenn man wie oben eine an den Sprungstellen mittelnde Funktion {\displaystyle \pi _{0}(x)={\frac {1}{2}}\lim _{\varepsilon \to 0}(\pi (x+\varepsilon )+\pi (x-\varepsilon ))} einführt, mit der Möbius-Inversionsformel
{\displaystyle \pi _{0}(x)=\operatorname {R} (x)-\sum _{\rho }\operatorname {R} (x^{\rho })-{\frac {1}{\ln x}}+{\frac {1}{\pi }}\arctan {\frac {\pi }{\ln x}},}
gültig für {\displaystyle x>1}, wobei
{\displaystyle \operatorname {R} (x)=\sum _{n=1}^{\infty }{\frac {\mu (n)}{n}}\operatorname {li} (x^{1/n})=1+\sum _{k=1}^{\infty }{\frac {(\ln x)^{k}}{k!k\zeta (k+1)}}}
die sogenannte Riemannsche R-Funktion ist. Die letztgenannte Reihe dafür ist bekannt als Gram-Reihe und konvergiert für alle positiven {\displaystyle x}. {\displaystyle \mu } ist die Möbius-Funktion und {\displaystyle \zeta } die riemannsche Zetafunktion.

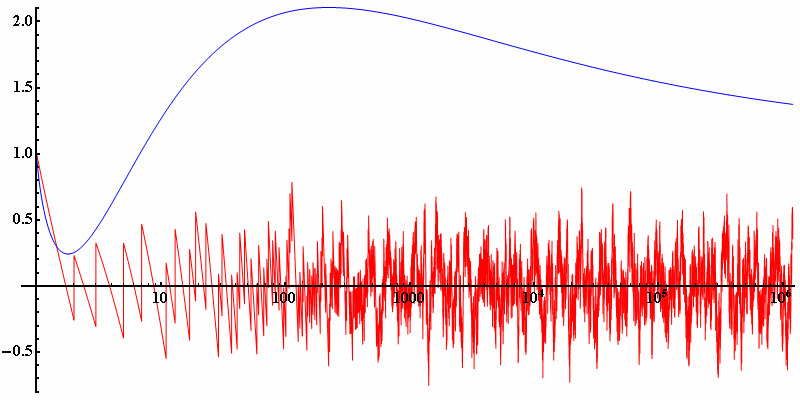
Δ-Funktion (rote Linie) auf Log-Skala

Die Summe über nichttriviale Nullstellen der Zetafunktion in der Formel für {\displaystyle \pi _{0}(x)} beschreibt die Schwankungen von {\displaystyle \pi _{0}(x)}, während die restlichen Terme den „glatten“ Teil der Primzahlfunktion ausmachen.
Somit kann man
{\displaystyle \operatorname {R} (x)-{\frac {1}{\ln x}}+{\frac {1}{\pi }}\arctan {\frac {\pi }{\ln x}}}
als den besten Fit der {\displaystyle \pi (x)} für {\displaystyle x>1} bezeichnen.
Die Amplitude des „verrauschten“ Teils liegt heuristisch bei ca. {\displaystyle {\sqrt {x}}/\ln x}, womit die Schwankungen der Primzahlenverteilung mit der {\displaystyle \Delta }-Funktion dargestellt werden können:
{\displaystyle \Delta (x)=\left(\pi _{0}(x)-\operatorname {R} (x)+{\frac {1}{\ln x}}-{\frac {1}{\pi }}\arctan {\frac {\pi }{\ln x}}\right){\frac {\ln x}{\sqrt {x}}}}
Eine umfangreiche Tabelle mit den Werten von {\displaystyle \Delta (x)} steht zur Verfügung.

## Aussage über die Folge der Primzahlen
Der Primzahlsatz gibt auch Auskunft über die aufsteigende Folge {\displaystyle (p_{n})=2,3,5,\dotsc } der Primzahlen. So ist er äquivalent zu der Aussage
{\displaystyle p_{n}\sim n\ln(n)}
und es gilt sogar für alle {\displaystyle n\geq 6\colon }
{\displaystyle \ln(n)+\ln \ln(n)-1<{\frac {p_{n}}{n}}<\ln(n)+\ln \ln(n)}
Aus dem Primzahlsatz folgt nicht zuletzt auch die Grenzwertbeziehung
{\displaystyle \lim _{n\to \infty }\left({\tfrac {p_{n+1}}{p_{n}}}\right)=1} .

## Primzahlsatz für arithmetische Progressionen, Satz von Siegel-Walfisz
Sei {\displaystyle \pi _{q,a}(x)} die Anzahl der Primzahlen kleiner gleich {\displaystyle x} in der arithmetischen Progression {\displaystyle a,a+q,a+2q,\cdots }, wobei {\displaystyle a,q} koprim sind ({\displaystyle (a,q)=1}). Peter Gustav Lejeune Dirichlet (siehe Dirichletscher Primzahlsatz) und Adrien-Marie Legendre vermuteten, dass asymptotisch
{\displaystyle \pi _{q,a}(x)\sim {\frac {1}{\varphi (q)}}\operatorname {Li} (x)}
gilt mit {\displaystyle \varphi (q)} der Eulerschen Phi-Funktion (der Anzahl zu {\displaystyle q} teilerfremden Zahlen, die nicht größer als {\displaystyle q} sind). Das wurde von Charles-Jean de La Vallée Poussin mit ähnlichen Methoden bewiesen wie beim Beweis des Primzahlsatzes.
Als Beispiel kann man das auf die Verteilung der Primzahlen auf ihre Endziffern im Dezimalsystem anwenden (analog gilt das für jede Basis). Es kommen nur die Ziffern 1, 3, 7, 9 in Betracht (außer für die Primzahlen 5 und 2 selbst) und aus dem Primzahlsatz für arithmetische Progressionen folgt, dass die Primzahlen unter ihren Endziffern gleich verteilt sind. Es gibt allerdings einige Ungleichgewichte, die Gegenstand der Forschung sind. So gibt es numerisch meist mehr Primzahlen der Form {\displaystyle p=3\mod 4} als {\displaystyle p=1\mod 4} unterhalb einer bestimmten Grenze, obwohl die Primzahlen asymptotisch auf beide Klassen gleich verteilt sind (Chebyshev’s Bias, auch Primzahl-Rennen, nach Pafnuti Lwowitsch Tschebyschow). Nach John Edensor Littlewood wechselt {\displaystyle \pi _{4,3}(x)-\pi _{4,1}(x)} auch unendlich oft das Vorzeichen. Ähnliche Phänomene gibt es bei Betrachtung anderer Kongruenzen als solchen mod {\displaystyle 4}. Wie K. Soundararajan und Oliver 2016 fanden, gibt es auch Abweichungen von der Gleichverteilung, wenn man die Verteilung der Endziffern bei aufeinanderfolgenden Primzahlen betrachtet.
Genauer wurde die Verteilung in arithmetischen Progressionen durch Arnold Walfisz untersucht im Satz von Siegel und Walfisz (er basiert auf einem Resultat von Carl Ludwig Siegel). Der Satz liefert einen asymptotischen Fehlerterm {\displaystyle O\left(x\exp \left(-{\frac {C_{N}}{2}}(\ln x)^{\frac {1}{2}}\right)\right)} für die obige Formel. Dabei ist {\displaystyle C_{N}} eine Konstante und {\displaystyle N} eine beliebige Zahl mit {\displaystyle q\leq {(\ln x)}^{N}}.
Ursprünglich ist der Satz von Siegel und Walfisz für die Funktion
{\displaystyle \psi (x;q,a)=\sum _{n\leq x \atop n\equiv a{\pmod {q}}}\Lambda (n)}
formuliert mit der Mangoldt-Funktion {\displaystyle \Lambda (n)}. Mit den bereits eingeführten Bezeichnungen (sowie wie oben {\displaystyle (a,q)=1}, {\displaystyle q\leq (\ln x)^{N}}) besagt der Satz dann, dass es für jedes {\displaystyle N} eine Konstante {\displaystyle C_{N}} gibt, sodass:
{\displaystyle \psi (x;q,a)={\frac {x}{\varphi (q)}}+O\left(x\exp \left(-C_{N}(\ln x)^{\frac {1}{2}}\right)\right)}
Der Satz ist nicht effektiv, da nichts über die Größe der Konstante {\displaystyle C_{N}} ausgesagt wird. Schärfere Aussagen zum Fehlerterm im Dirichletschen Primzahlsatz für arithmetische Progressionen geben der Satz von Bombieri und Winogradow und die Vermutung von Elliott und Halberstam.